# Jeu d'espionne
Jeu d'espionne (titre original : Provocateur) est un film d'espionnage américain réalisé par Jim Donovan et sorti en 1997 à l'occasion du Festival de Cannes, puis en 1998.

## Synopsis
Sook Hee, une jeune coréenne du Nord, est enrôlée en tant qu'agent spécial par le parti pour infiltrer une base américaine à Séoul,.

## Fiche technique
- Titre original : Provocateur
- Réalisation : Jim Donovan
- Scénario :  Roger Kumble
- Production :  Taurus 7 Film Corporation, Via Appia Communications
- Lieu de tourage : Montréal, Canada
- Photographie : John Handler
- Musique : Mark Katsumi Nakamura
- Montage : Jean-François Bergeron
- Durée : 103 minutes
- Dates de sortie : 
  - marché du Festival de Cannes : mai 1997
  - USA : 19 mai 1998 (vidéo)

## Distribution
- Jane March : Sook-hee / Miya
- Stephen Mendel : Greg Finn
- Lillo Brancato : Chris Finn
- Nick Mancuso : Tynbey Bates
- Cary-Hiroyuki Tagawa : Jong
- Sarah May : Ming Ju Lee
- Bryn McAuley : Audrey Finn
- Daniel Brochu : Kurt Spears
- Charles Edwin Powell : Felde

## Critique
Pour La Dépêche, c'est « Un film qui dépeint parfaitement le processus psychologique d'enrôlement dans les rouages d'un système totalitaire ».